# Гринвейл (Квинсленд)
Гринве́йл (англ. Greenvale) — посёлок в регионе Чартерс-Тауэрс в штате Квинсленд, Австралия. По данным переписи населения 2016 года население Гринвейла составляло 232 человека.

## География
Гринвейл — это район добычи никеля, расположенный в 220 километрах к северо-западу от Таунсвилла. Здесь также добывают руды других металлов.
Гринвейл находится на берегу реки Бердекин, через посёлок проходит шоссе Грегори — асфальтированная дорога пересекает холмы и ведёт в Таунсвилл. С 1974 по 1993 годы между Гринвейлом и перерабатывающим заводом Queensland Nickel Industries (QNI) в Ябулу, в 20 километрах к северу от Таунсвилла, проходила железнодорожная ветка, по которой перевозили руду. На линии осталось несколько заброшенных железнодорожных станций:
- Железнодорожная станция Гринвейл (18°58′26″ ю. ш. 144°56′42″ в. д.HGЯO)
- Железнодорожная станция Майнерс-Лейк (18°58′44″ ю. ш. 144°59′51″ в. д.HGЯO)
- Железнодорожная станция Пилкара (19°04′49″ ю. ш. 145°11′12″ в. д.HGЯO)
- Железнодорожная станция Мелен (19°11′23″ ю. ш. 145°24′30″ в. д.HGЯO)

## История

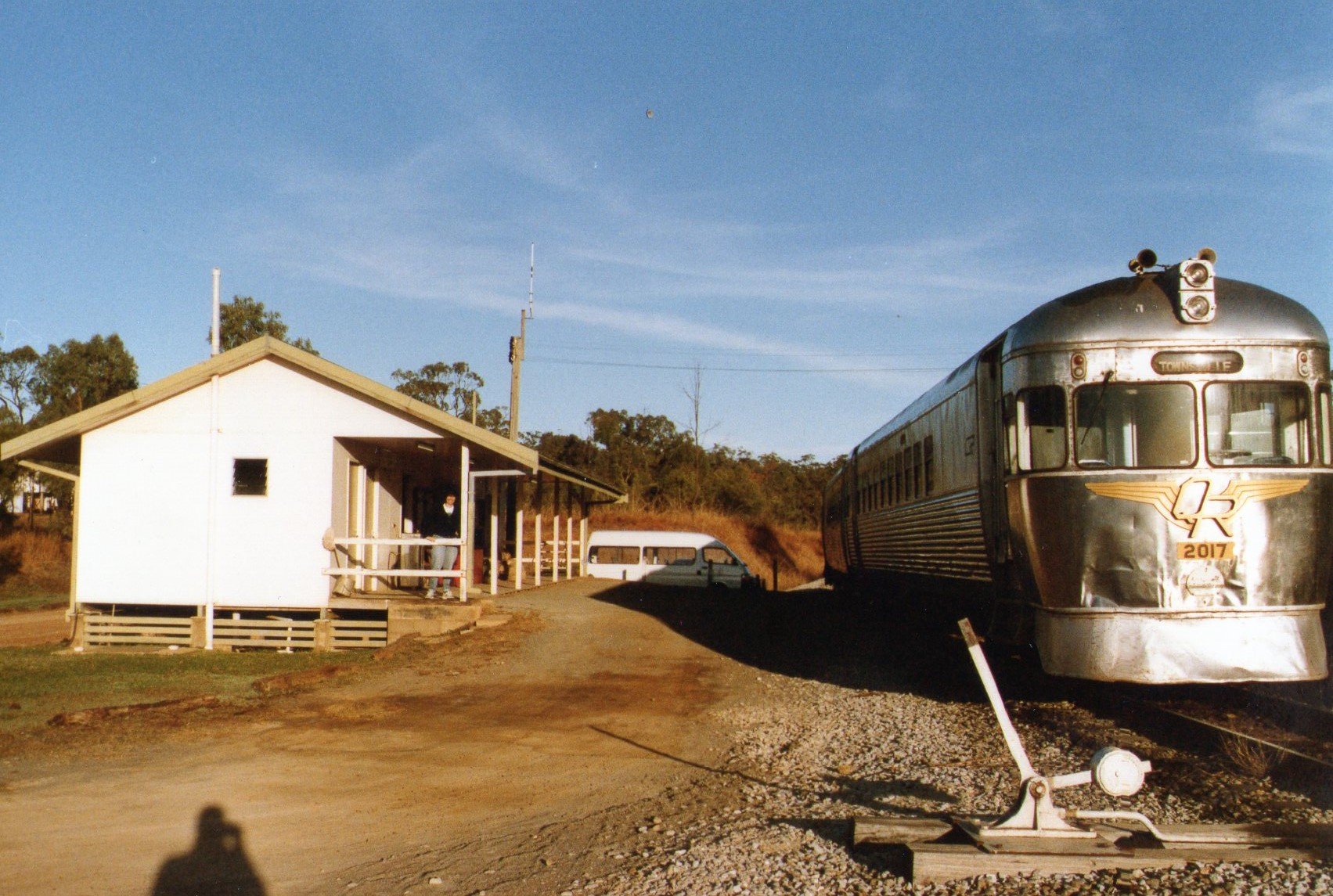
Поезд на станции Гринвейл, фото ок. 1991 года

Народ Гугу-Бадун (другие названия — Коко-Бадун и Кокопатун) — коренные жители области Верхний Бердекин в северном Квинсленде. Верхний Бердекин расположен к западу от Таунсвилла, в центральной части восточного Квинсленда. Этот регион включает в себя территории, входящие в зону местного самоуправления региона Чартерс-Тауэрс, в том числе населённые пункты: Гринвейл, Вэлли-оф-Лагунс и Абергаури.
Первый контакт европейцев с народом Гугу-Бадун произошёл в 1845 году, когда в этом регионе появилась исследовательская группа Людвига Лейххардта. За исследователями в 1860-х годах последовала туземная полиция, которая попыталась произвести «зачистку» страны Гугу-Бадун, чтобы освободить место для поселенцев. Из-за труднодоступности местности Гугу-Бадун сопротивлялись этим вторжениям около 20 лет.
Аборигены были переселены в резервации в соответствии с Законом о защите аборигенов Квинсленда (1897), но многие из них участвовали в работах на скотоводческих станциях. Современные аборигены поддерживают тесные отношения с семьями скотоводов в регионе. В 1940-х годах многие аборигены переехали в близлежащие города и посёлки, чтобы получить образование и работу.
После обнаружения в этом регионе месторождения никеля и других металлов здесь был открыт рудник, и было заложено поселение для шахтёров и их семей. Название городу было присвоено Советом по географическим названиям штата Квинсленд 16 декабря 1972 года. Город получил название в честь расположенной неподалёку животноводческой фермы, которой управлял Джон Лэнгтон в 1860-х годах.
22 мая 1972 года была открыта государственная школа Greenvale Project No 2. Это была школа, обслуживающая строительный лагерь. Школа закрылась 18 октября 1974 года. 18 сентября 1972 года была открыта государственная школа Гринвейл, работающая до настоящего времени. 18 февраля 1974 года была открыта государственная школа Greenvale Project No 1, но менее чем через два месяца, 29 марта 1974 года, она была закрыта.
Почтовое отделение Гринвейл открылось 1 ноября 1973 года.
Гринвейлская железнодорожная линия была построена в 1970-х годах для транспортировки никеля с шахты Гринвейл на «Палмерский никелевый и кобальтовый перерабатывающий завод», расположенный в Ябулу близ Таунсвилла. Некоторые источники утверждают, что по Гринвейлской железнодорожной линии курсировали самые длинные поезда в Австралии. В 1992 году, когда на руднике закончилась руда, линия Гринвейл была закрыта. В середине 2000-х железнодорожные пути были демонтированы, но туннели и другие объекты инфраструктуры остались. Трасса использовалась для пеших прогулок, катания на горных велосипедах и полноприводных автомобилях. Частичные обрушения туннелей вдоль трассы вызвали вопросы безопасности. В 2019 году компания Agripower Australia объявила о планах сооружения завода по производству удобрений из диатомита в Ябулу и реконструкции 220-километровой железнодорожной линии Гринвейл-Ябулу. Эти планы получили поддержку правительства штата. В 2021 году фонд инфраструктуры Северной Австралии предоставил кредит на 55 млн долларов компании Agripower Australia для проекта прокладки железной дороги для транспортировки гранулированного диатомита с её завода. Также в его рамках планировалось построить 45-километровый конвейер, соединяющий завод с карьером по добыче диатомита.
Несмотря на то, что никелевый рудник закрылся, в районе ведутся другие горные работы. Все дома заселены рабочими, которые поддерживают региональную добычу и разведку. Когда никелевый рудник работал, население Гринвейла оценивалось в 650 человек. По данным переписи 2006 года, в Гринвейле проживало 255 человек.

## Образование
Greenvale State School — государственная начальная школа совместного обучения для детей с дошкольного возраста до 6 лет, расположенная на Кассия-Корт (18°59′57″ ю. ш. 144°58′50″ в. д.). В 2017 году в школе обучался 31 ученик, работали 3 учителя и 8 непедагогических сотрудников на полставки каждый.

## Достопримечательности
В самом Гринвейле крупных туристических достопримечательностей нет; ближайшее привлекательное для туристов место — Национальный вулканический парк Ундара, расположенный примерно в 130 километрах к северу от Гринвейла.
В Гринвейле находится отель Three Rivers (рус. «Три реки»). В отеле есть ресторан и несколько отдельных помещений, которые когда-то использовались для размещения персонала и подрядчиков, работающих на шахте. Слим Дасти упоминал Гринвейл и отель Three Rivers в одноимённой песне «Three Rivers Hotel», рассказывающей о строительстве железнодорожной ветки в отдаленный никелевый рудник. На самом деле автор песни, Стэн Костер, имел ввиду столовую в строительном городке. Песня была основана на его собственном жизненном опыте — Стэн работал машинистом грейдера в компании Thiess Brothers на строительстве железнодорожной линии. Происхождение названия «Three Rivers Hotel» объясняется не тем, что «отель» находился на слиянии трёх рек — Бердекин, Стар и Кларк. В тексте песни упоминается строительный городок на реке Стар. Это был один из 6 строительных лагерей, разбитых на протяжении строительства железнодорожной линии Гринвейл. В 1974 году в северном Квинсленде произошли наводнения из-за рекордных дождей, и работы на железнодорожной линии надолго прекращались. Рабочим в лагерях не оставалось ничего другого, как провести день в лагерной «пивной». В каждом лагере была столовая, которая представляла собой разборную беседку. Во время одного из дождливых дней вода стала затекать в беседку, и мужчины выкопали вокруг беседки несколько канав, чтобы отвести воду. Канавы соединились примерно так, как соединяются упомянутые выше реки, а столовая получила название «Отель „Три реки“». Одним из посетителей столовой в тот день был Стэн Костер, который написал песню и исполнил её для других посетителей. Три реки, о которых говорится в песне, не соединяются в одной точке, а Стар и Кларк впадают в Бердекин в разных местах, и поэтому отеля «на месте слияния трёх рек» не существует. На стене отеля в Гринвейле изображены портреты Слима Дасти и Стэна Костера, а в самом отеле действует импровизированный музей о строительстве железной дороги.
В Гринвейле есть поле для гольфа на 9 лунок, стоянка для автофургонов и универсальный магазин/мини-супермаркет.

## Транспорт
Гринвейл находится на шоссе Грегори и имеет аэропорт (код IATA: GVP, ICAO: YGNV).

## Скандиевые месторождения
Компании Straits Resources и Metallica Minerals провели обширные геологоразведочные работы с целью возобновления производства никеля и кобальта. В окрестностях Гринвейла имеется обширное никелевое и кобальтовое оруденение. В ходе последних разведочных работ было установлено, что хребет Лакнау к югу от Гринвейлского рудника содержит один из крупнейших известных запасов оксида скандия в месторождениях латеритных никелевых руд. По словам управляющего директора Metallica Minerals, Эндрю Гиллиса, качество и чистота месторождения поразительно высоки.
Оксид скандия является важным компонентом твердооксидных топливных элементов, которые перспективны для эффективного прямого производства электроэнергии из газового топлива с низким содержанием углерода.